# Oidematops ferrugineus
Oidematops ferrugineus är en tvåvingeart som beskrevs av Cresson 1920. Oidematops ferrugineus ingår i släktet Oidematops och familjen kärrflugor. Inga underarter finns listade i Catalogue of Life.